# Wilmot Fawkes

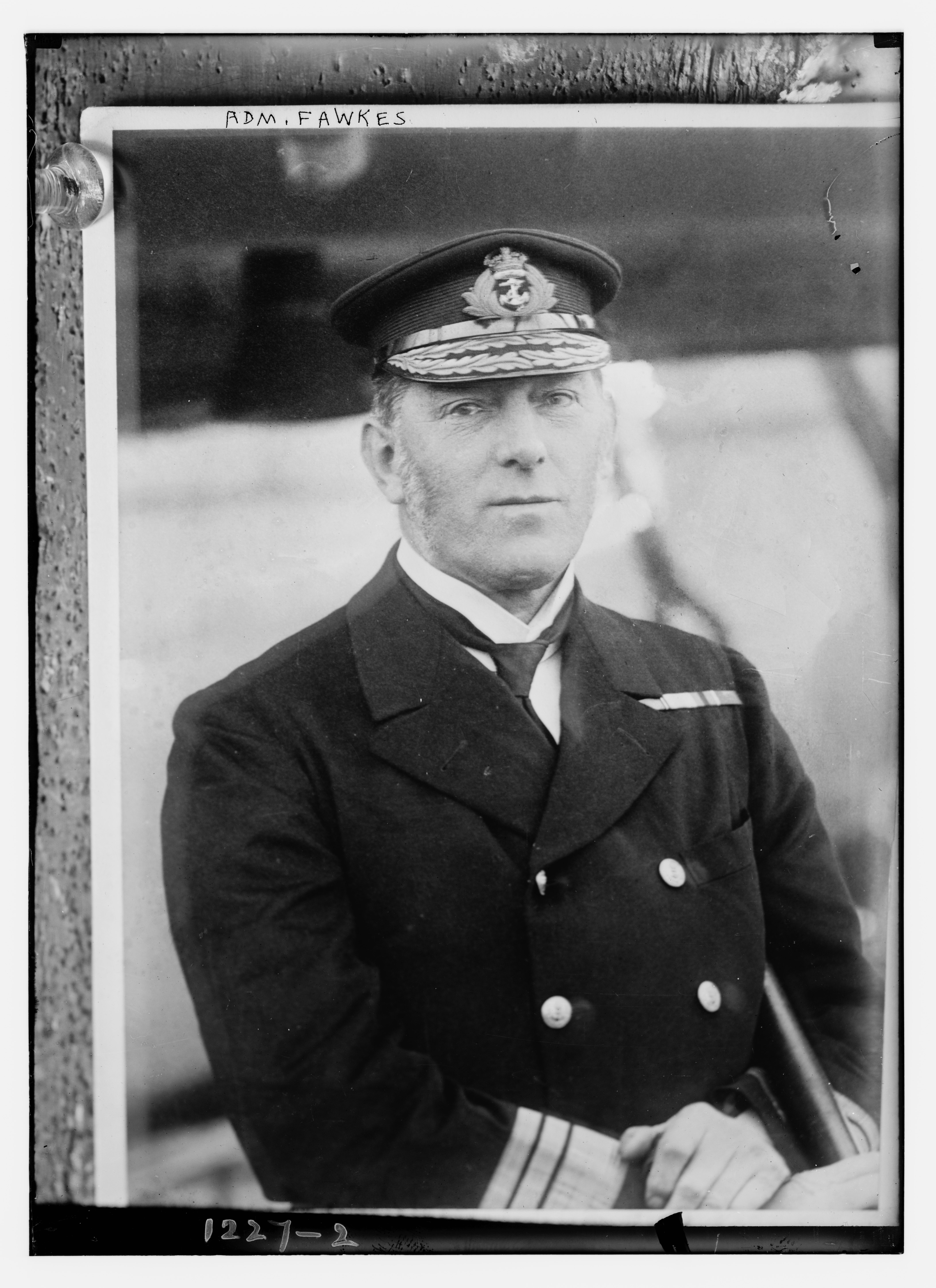
Vizeadmiral Wilmot Fawkes (1900)

Sir Wilmot Hawksworth Fawkes, GCB, KCVO (* 22. Dezember 1846 in Greenwood, Enfield, Middlesex; † 29. Mai 1926 in Spye Park, Chippenham, Wiltshire) war ein britischer Seeoffizier und zuletzt Admiral, der unter anderem zwischen 1905 und 1908 Oberkommandierender des Marineverbandes Australien (Commander-in-Chief, Australia Station) sowie von 1908 bis 1911 Oberkommandierender des Marinestützpunktes Plymouth (Commander-in-Chief, Plymouth) war.

## Leben

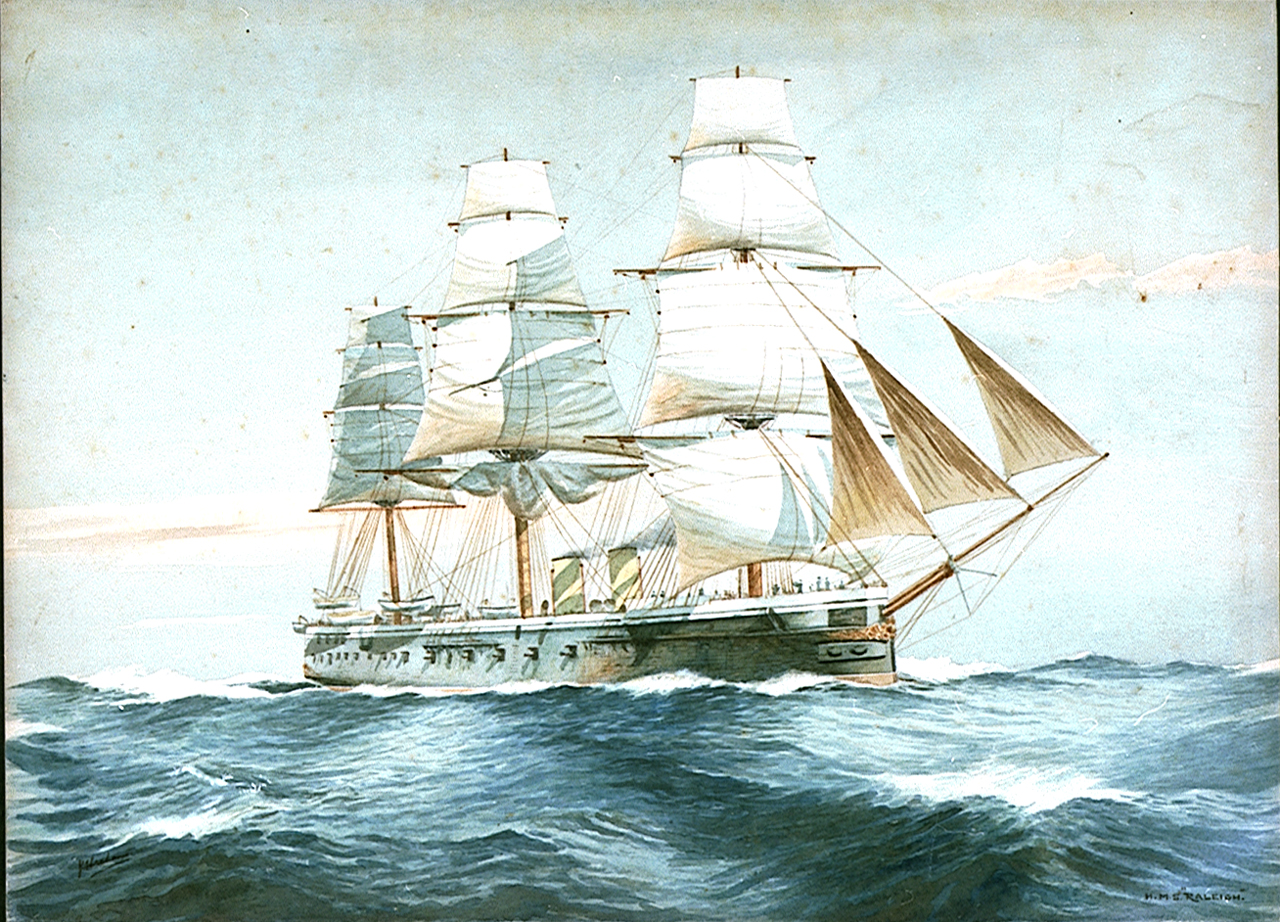
Kapitän zur See war zwischen 1888 und 1890 Kommandant der Fregatte HMS Raleigh.

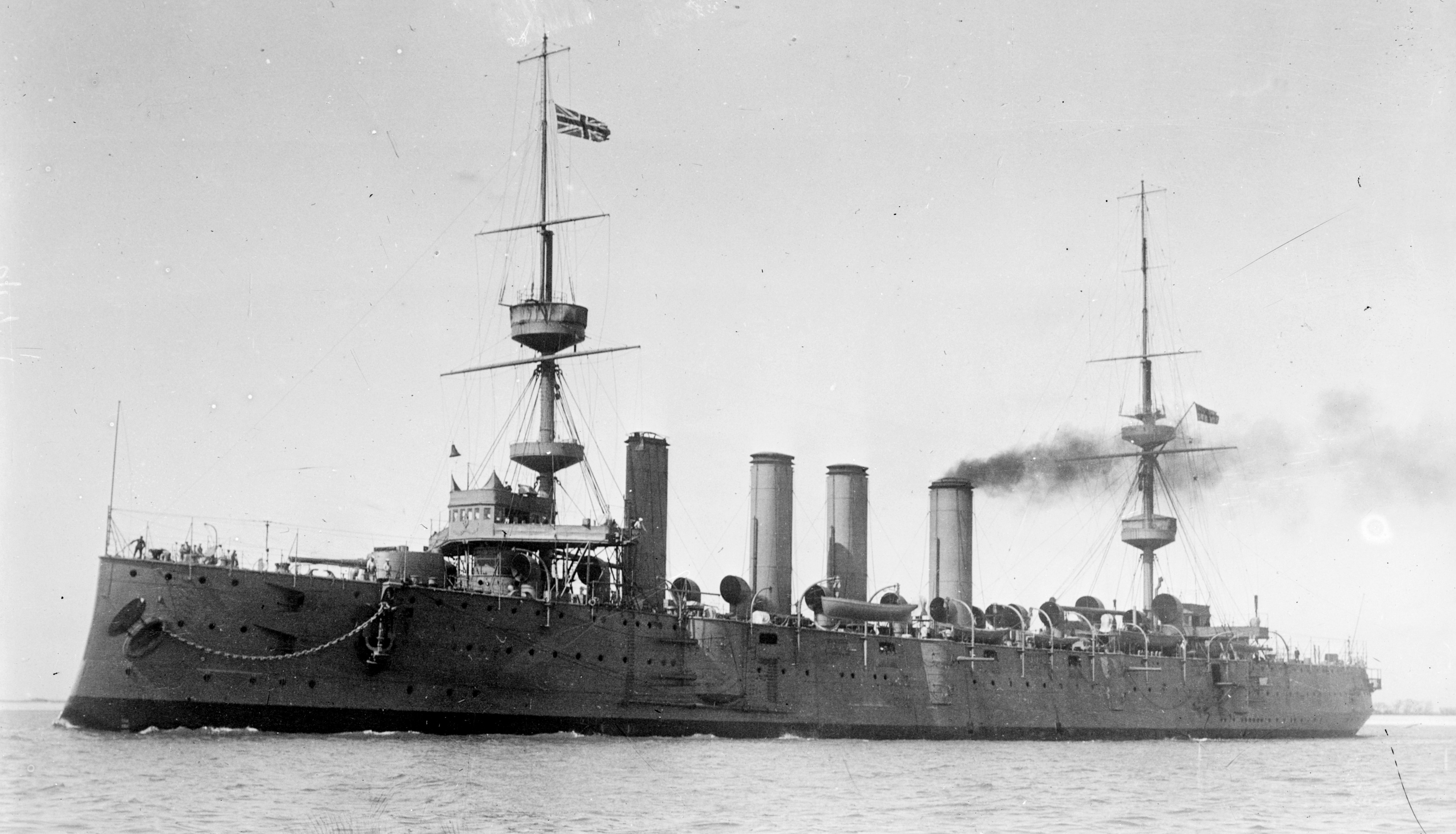
Von Juli 1896 bis Mai 1897 war Fawkes Kommandant des Geschützten Kreuzers Terrible.

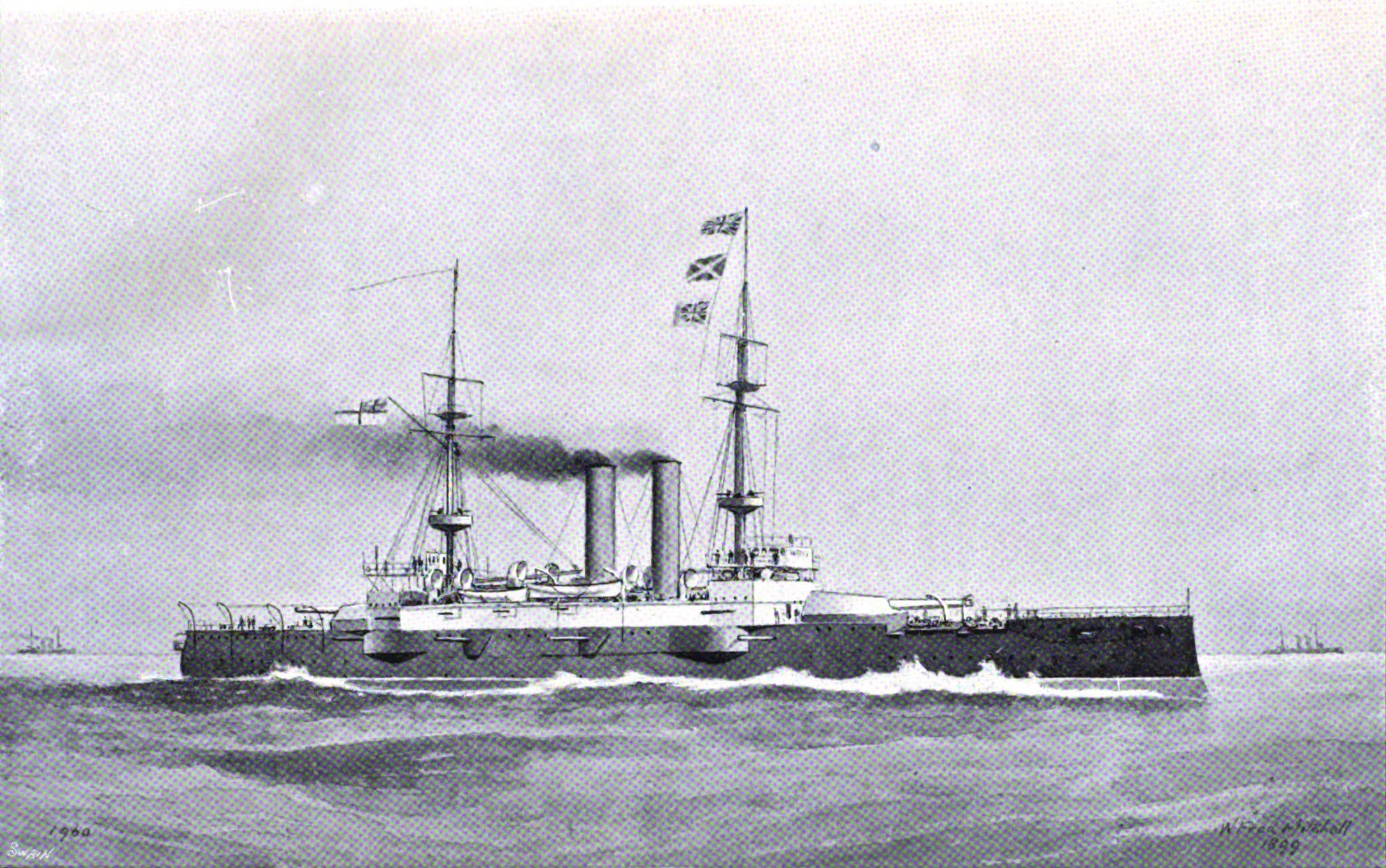
Fawkes übernahm zwischen Dezember 1899 und November 1900 den Posten als Kommandant des zur namensgebenden Canopus-Klasse gehörenden Einheitslinienschiffs Canopus.

Wilmot Hawksworth Fawkes, zweiter Sohn von Major Richard Fawkes und dessen Ehefrau Fanny Fawkes, geborene Paris, trat 1860 in die Royal Navy ein und wurde nach verschiedenen Verwendungen 1867 zum Kapitänleutnant (Lieutenant) befördert. Am 26. Januar 1872 begann er ein Studium am St John’s College der University of Cambridge, das er jedoch nicht beendete. Er wurde 1880 zum Fregattenkapitän (Commander) befördert und war zwischen 1884 und 1886 Kommandant (Commanding Officer) der Königlichen Yacht Osborne. Nach seiner Beförderung zum Kapitän zur See (Captain) am 30. Juni 1886 wurde er im März 1888 Kommandant der Fregatte Raleigh und behielt dieses Kommando bis September 1890. Nachdem er zwischen 1891 und 1892 Marineberater des Generalinspektors für das Festungswesen war, fungierte er von November 1892 bis März 1896 als Kommandant des zur Iris-Klasse gehörenden Kreuzers Mercury. Danach war er von Juli 1896 bis Mai 1897 Kommandant des Geschützten Kreuzers Terrible.
Als Nachfolger von Kapitän zur See Hedworth Meux wurde Fawkes im April 1897 zum ersten Mal Privatsekretär des Ersten Lords der Admiralität (Private Secretary to the First Lord of the Admiralty) und hatte diese Funktion bis November 1899 inne, woraufhin Kapitän zur See Maurice Bourke ihn ablöste. Anschließend übernahm er zwischen Dezember 1899 und November 1900 den Posten als Kommandant des zur namensgebenden Canopus-Klasse gehörenden Einheitslinienschiffs Canopus. Zugleich fungierte er zwischen 1899 und 1901 auch als Adjutant (Aide-de-camp) von Königin Victoria. Er wurde im November 1900 als Nachfolger von Kapitän zur See Maurice Bourke zum zweiten Mal Privatsekretär des Ersten Lords der Admiralität und bekleidete dieses Amt bis zu seiner Ablösung durch Kapitän zur See Hugh Tyrwhitt im Oktober 1902. Während dieser Zeit wurde er am 1. Januar 1901 zum Konteradmiral (Rear-Admiral) befördert und für seine Verdienste 1902 auch zum Commander des Royal Victorian Order (CVO) ernannt.
Im November 1902 wurde Konteradmiral Wilmot Fawkes Kommodore des Kreuzergeschwaders (Commanding Cruiser Squadron) und hatte dieses Kommando bis November 1904 inne. Am 11. August 1903 wurde er zum Knight Commander des Royal Victorian Order (KCVO) geschlagen, woraufhin er fortan den Namenszusatz „Sir“ führte. Im November 1905 löste er Vizeadmiral Sir Arthur Dalrymple Fanshawe als  Oberkommandierender des Marineverbandes Australien (Commander-in-Chief, Australia Station) ab und verblieb auf diesem Posten bis Februar 1908, woraufhin Vizeadmiral Sir Richard Poore, 4. Baronet seine dortige Nachfolge antrat. Während dieser Zeit wurde er am 28. Juni 1907 auch zum Knight Commander des militärischen Zweiges des Order of the Bath (KCB) geschlagen.
Nach seiner Beförderung zum Vizeadmiral (Vice-Admiral) am 2. März 1908 übernahm Sir Wilmot Hawksworth Fawkes im April 1908 von Admiral Sir Lewis Beaumont die Funktion als Oberkommandierender des Marinestützpunktes Plymouth (Commander-in-Chief, Plymouth) und übte diese bis April 1911 aus. Sein dortiger Nachfolger wurde daraufhin Admiral Sir William May. Er wurde am 12. Oktober 1908 zum Admiral befördert und wurde nach seinem Ausscheiden aus dem aktiven Militärdienst am 19. Juni 1911 zum Knight Grand Cross des Order of the Bath (GCB) erhoben.
1913 verlieh ihm die University of Cambridge einen Ehren-Doktor der Rechte (Hon. LL.D.)